# Кокко (озеро)
Кокко, Северное Рыбное — пресноводное озеро на территории Кестеньгского сельского поселения Лоухского района Республики Карелии.

## Общие сведения
Площадь озера — 1,5 км². Располагается на высоте 152,1 метров над уровнем моря.
Форма озера продолговатая: оно почти на три километра вытянуто с запада на восток. Берега каменисто-песчаные, преимущественно заболоченные.
С северной стороны озера вытекает протока, впадающая в безымянное озеро, из которого берёт начало река Большая, впадающая в реку Пундому, которая, в свою очередь, впадает в Пяозеро.
Населённые пункты и автодороги вблизи водоёма отсутствуют.
Код объекта в государственном водном реестре — 02020000411102000000582.